# الملائكة الأفضل لطبيعتنا البشرية
كتاب الملائكة الأفضل لطبيعتنا البشريّة: لماذا انخفض العنف (بالإنجليزية: The Better Angels of Our Nature: Why Violence Has Declined)‏، للكاتب ستيفن بينكر، تمّ نشر الكتاب في عام 2011م؛ يرى المؤلّف أنّ العنف في العالم قد انخفض على المدى الطويل والقصير للبشريّة، ويتناول عدة توضيحات للأسباب التي أدّت إلى ذلك.
يحتوي الكتاب على معلومات قيّمة تتضمّن بيانات توثق ببساطة انخفاض العنف عبر الزّمن والجغرافيا. ويرسم صورة للانخفاضات الهائلة في العنف بجميع أشكاله، ابتداءً بالحروب وانتهاءً بتحسين معاملة الأطفال. كما يسلّط الضوء على دور السلطة في احتكار القوة والتجارة مما يجعل «قيمة البشر وهم أحياء أكبر من قيمتهم وهم أموات»، بالإضافة لزيادة قيمة الأدب والتواصل بين البشر (التشّجيع على التّعاطف)، وكذلك زيادة التوّجه العقلاني لحل المشكلات.
يناقش بينكر في الكتاب الأفكار السابقة على أنّها أسباب محتملة لانخفاض العنف؛ لكن المفارقة هي أن نتائج العنف التي عرفناها سابقاً لم تنخفض حتى مع انخفاض ممارسات العنف؛ ربما يكون ذلك بسبب طبيعة التواصل البشريّ.
لا يضمن بينكر المزيد من انخفاض العنف، ويقول أن هذا الأمر مرتبط بالقوى التي تضمن هيمنة دوافعنا الأفضل كبشر مثل التعاطف والعقلانية على الدوافع التي تؤدي لظهور حالات العنف.
ترجم الكتاب إلى العربية المترجم والكاتب السعودي بندر الحربي عام 2024م بعنوان (قرناء الخير في طبيعتنا البشرية: لماذا تناقص العنف).

## الفرضيات
أُخذ عنوان الكتاب من نهاية خطبة تنصيب الرئيس الأمريكيّ أبراهام لينكولن الأول، ويستخدم بينكر هذه الجملة باعتبارها استعارة لأربعة دوافع إنسانية (التعاطف، وضبط النفس، والحس الأخلاقي، والمنطق)، ويقول بينكر بأن «هذه الدوافع بإمكانها توجيهنا بعيداً عن العنف نحو التعاون والإيثار»:xxv.
يعرض بينكر كميّة كبيرة من البيانات مع التحليل الإحصائي الخاص بكل بيان، ويجادل من أجل إثبات أن العنف قد انخفض خلال آلاف السنين وأنّ الوقت الحالي ربما يكون من أكثر الأوقات سلماً في تاريخ الجنس البشري. ويتابع في الكتاب موضحّاً أن تراجع العنف ضخم في الحجم على النطاق الزمني الطويل والقصير وفي كافة المجالات مثل المجال العسكري، والقتل، والإبادة الجماعية، والتعذيب، والعدالة الجنائية، ومعاملة الأطفال والمثليين جنسياً والحيوانات والأقليات العرقية، ويشدد بينكر على أن هذا الانخفاض لم يكن سهلاً ولا يمكن ضمان استمرار هذا الانخفاض.
يجادل بينكر بأن الانخفاض الجذري في السلوك العنيف لا ينتج عن تغييرات كثيرة في البيولوجيا البشرية أو الإدراك، ويرفض على وجه التحديد وجهة النظر القائلة بأنّ البشر عنيفين بالأصل، وبالتالي يجب أن يخضعوا لتغيير جذريّ لكي يصبحوا أكثر مسالمةً. ومع ذلك، يرفض بينكر أيضاً الفكرة التي تعني بأنّ التغيير الجذريّ يجب أن يأتي من مصادر خارجيّة. بدلاً من ذلك، يقول: «إن طريقة تفسير تراجع العنف هي تحديد التغييرات في محيطنا الثقافيّ والماديّ والتي أعطت دوافعنا المسالمة اليد العليا».
يحدد بينكر 5 قوى تاريخية فضلت دوافعنا المسالمة ودفعت العنف للانحدار، وهي:
- لوياثان، صعود الدولة القوميّة القضائيّة الحديثة واحتكارها للاستخدام الشرعيّ للقوة، مما يسحب فتيل الإغراء الفردي للعنف كالتفجيرات أو الانتقام أو غيرها من مظاهر العنف.
- التجارة، صعود التقدّم التكنولوجي والسّماح بتبادل السلع والخدمات عبر مسافات أطول ومجموعات أكبر من الشّركاء التجاريّين. بحيث يصبح الأحياء لهم قيمة ولا يتساوون مع الموتى.
- حركة النسوية (التأنيث)، وهي حركة زادة من احترام النساء وقدّرت مصالحهنّ وحقوقهنّ.
- الكوزموبوليتيّة، صعود قوى مثل معرفة القراءة والكتابة والتنقّل ووسائل الإعلام، والتي تدفع البشر إلى أخذ وجهات نظر بعضهم البعض والتعرّف على آراء الآخرين، من أجل توسيع دائرة تعاطفهم لاحتضان بعضهم البعض.
- مصعد العقل، التطبيق المكثّف للمعرفة والعقلانيّة على الشؤون الإنسانيّة، والذي يمكن أن يجبر الناس على إدراك عدم جدوى العنف لتحقيق مصالحهم الشخصيّة على حساب الآخرين، وإعادة تأطير العنف على أنّه مشكلة يجب حلّها بدلاً من مسابقة يجب الفوز فيها.[4]

## الخطوط العريضة للكتاب
يسعى القسم الأوّل من الكتاب، من الفصل الثاني إلى الفصل السابع، إلى إظهار وتحليل الاتجاهات التاريخيّة المعلّقة بانحدار العنف على عدّ مستويات. يناقش الفصل الثامن (خمسة شياطين داخلية)، الأنظمة النفسيّة التي يمكن أن تؤدّي إلى العنف. أما الفصل التاسع فيبحث في الملائكة الأربعة الأفضل لطبيعتنا البشريّة، وهي الدوافع التي يمكن أن تبعد النّاس عن العنف. في الفصل الأخير يدرس بينكر القوى التاريخيّة الخمسة المذكورة سابقاً والتي أدّت إلى انخفاض العنف.

### ستة توجهات لانخفاض العنف (الفصول من 2 إلى 7)
1. عملية التهدئة: يصف بينكر هذا الانتقال من «فوضى مجتمعات الصيد والجمع والبستنة... إلى الحضارات الزراعيّة الأولى مع المدن والحكومات، التي بدأت منذ نحو 5000 عام» والتي جلبت «انخفاضاً في الإغارة والخلافات التي تميّز الحياة في حالة الطبيعة وانخفاض أكثر أو أقل بخمس مرّات في معدّلات الوفيّات العنيفة».[4]
2. عمليّة الحضارة: يجادل بينكر بأنّ «بين العصور الوسطى المتأخرّة والقرن العشرين، شهدت الدول الأوروبيّة انخفاضاً بمقدار 10أضعاف إلى 50ضعف في معدلات القتل». وهو يعزو فكرة عمليّة الحضارة إلى عالم الاجتماع نوربرت الياس، الذي أرجع هذا الانخفاض المفاجئ إلى «دمج خليط من الأراضي الإقطاعيّة وتحويلها إلى ممالك كبيرة بسلطة مركزيّة معتمدة على التّجارة».[4]
3. الثورة الإنسانية: ينسب بينكر هذا المصطلح والمفهوم إلى المؤرّخ لين هانت. ويقول أن هذه الثورة «تكشفت على نطاق زمني أقصر من القرون، وانطلقت في وقت قريب من عصر العقل والتنوير الأوروبي في القرن السابع عشر والثامن عشر». على الرغم من أنّه يشير أيضاً إلى السوابق التّاريخيّة وإلى «أوجه الشبه في أماكن أخرى من العالم»، فقد كتب: «لقد شهدت أوّل حركات منظمّة لإلغاء العبوديّة والتعذيب القضائي والقتل والعقاب السّادي والقسوة على الحيوانات، جنباً إلى جنب مع المسالمة النظاميّة».[4]
4. السّلام الطّويل: وهو تعبير منسوب للمؤرّخ جون لويس جاديس (السلام الطويل: تحقيقات في تاريخ الحرب الباردة). يقول بينكر أنّ "هذا التحوّل الرئيسي الرّابع" حدث بعد نهاية الحرب العالميّة الثانيّة". يقول: "لقد توقّفت القوى العظمى والدّول المتقدّمة بشكل عام عن شنّ الحروب على بعضها البعض".[4]
5. السّلام الجّديد: يصف بينكر هذا التوجّه بأنّه "أكثر هشاشة"، ولكن منذ نهاية الحرب الباردة في عام 1989م، تناقصت الصّراعات المنظّمة من جميع الأنواع (الحروب الأهلية، الإبادة الجماعية، القمع من قبل الحكومات الاستبداديّة، الهجمات الإرهابيّة)، في جميع أنحاء العالم".[4]
6. ثورات الحقوق: يقول بينكر حول الفترة التي تلت الحرب بأنها شهدت «تنامياً متزايداً ضد العدوان على الحقوق البسيطة (التي تُهمل أمام المشاكل الكبرى مثل العدوان الخارجي أو طغيان واستبداد الحكومات)، بما في ذلك العنف ضد الأقليّات العرقية، والنساء، والأطفال، والمثليين جنسياً والحيوانات. وانطلق رفض كل المظاهر السابقة من منطلق حقوق الإنسان أو الحقوق بشكل عام، مثل الحق المدني، وحقوق المرأة، وحقوق الأطفال، وحقوق المثليين، وحقوق الحيوان».[4]

### خمسة شياطين داخلية
يرفض بينكر ما يسمّيه «النظريّة الهيدروليكيّة للعنف» وهي فكرة «أنّ البشر لديهم دافع داخلي للعنف (غريزة التعطّش للدماء)، والتي تتراكم داخلنا ويجب أن يتم تفريغها بشكل دوري. لاشيء يمكن أن يكون أفضل من الفهم العلمي المعاصر لسايكولوجية العنف». ويجادل بينكر ويقول بأنّ العلماء يقترحون أنّ «العدوان ليس دافعاً واحداً، ناهيك عن أنّه محفز متصاعد، إنه ناتج عن العديد من الأنظمة النفسيّة التي تختلف عن دوافعها البيئيّة، ومنطقها الداخلي، وأساسها العصبي، وتوزيعها الاجتماعي». يدرس بينكر في كتابه خمسة من هذه الأنظمة:
1. العنف المفترس أو العملي: «يتم نشر العنف كوسيلة عمليّة للحصول على نهاية»:[4] 613.
2. الهيمنة: «الرغبة في الحصول على السلطة والنفوذ والمجد والقوة»، يجادل بينكر بأن الدوافع المسيطرة يمكن أن تنشأ داخل الأفراد أو الجماعات أو التحالفات (مثل الجماعات العرقيّة أو الدينيّة أو القوميّة):[4] 631.
3. الانتقام: «الحافز الأخلاقي للقصاص والعقاب والعدالة»:[4] 639.
4. الساديّة: «تعمّد التسبب بالألم بلا أي هدف غير الاستمتاع بمعاناة الشخص الآخر...»:[4] 660.
5. الأيديولوجيّة: «نظام معقّد مشترك، عادة ينطوي على رؤية يوتوبيّة، تبرر العنف المحدود من أجل تحقيق الخير غير المحدود».[4]

### الملائكة الأربعة الأفضل لطبيعتنا البشريّة
يدرس بينكر 4 دوافع «يمكنها توجيه البشر بعيداً عن العنف نحو التعاون والإيثار». وهي:
1. التعاطف: «الشعور بألم الآخرين وتوفيق مصالحهم مع مصالحنا».
2. ضبط النفس: «الذي يسمح لنا بتوقّع عواقب التصرّف على سجيتنا وكبح الآخرين وفقاً لذلك».
3. الحس الأخلاقيّ: «تقديس مجموعة من القواعد والمحظورات التي تحكم التفاعلات بين الناس في ثقافة ما». في بعض الأحيان تقلل من العنف إلا أنها قد تزيده «عندما تكون الأعراف قبليّة أو استبداديّة أو متطرّفة».
4. المنطق: «يسمح لنا بانتزاع أنفسنا من وجهات النظر المحدودة والضيّقة».

في هذا الفصل، يناقش بينكر رافضاً بشكل جزئي فكرة أنّ البشر قد تطوّروا بالمعنى البيولوجي ليصبحوا أقل عنفاً.

## التأثير
نظراً للطبيعة متعددة الاختصاصات للكتاب، يستخدم بينكر مجموعة من المصادر من اختصاصات مختلفة، ويتم إيلاء اهتمام خاص للفيلسوف توماس هوبز الذي يقول بينكر أنّه لم يحصل على حقّه في التّقدير. يسبق استخدام بينكر للمفكّرين «غير الأرثوذكس»، ملاحظات بينكر حول البيانات التي تقول أن العنف يتناقض مع توقّعاتنا الحاليّة.
في عمل سابق، وصف بينكر سوء الفهم العام بشان هوبز:
يشير بينكر أيضاً إلى أفكار الأكاديميين المعاصرين الذين يتم تجاهلهم أحياناً، على سبيل المثال أعمال العالم السّياسي جون مولر وعالم الاجتماع نوربرت الياس، بالإضافة إلى العديد من الأكاديميين الآخرين. يمكن تحديد مدى تأثير الياس على بينكر من عنوان الفصل الثالث، المأخوذ من عنوان الياس «عمليّة الحضارة». ويعتمد بينكر أيضاً على عمل عالم العلاقات الدولية جوشوا غولدشتاين. وقد شاركا في كتابة مقالة افتتاحية لصحيفة نيويورك تايمز (New York Times) بعنوان الحرب أصبحت حقاً موضة قديمة (War Really Is Going Out of Style)، تلخّص العديد من وجهات نظرهم المشتركة، وظهرا معاً في معهد هارفارد للسياسة للإجابة على أسئلة الأكاديميين والطّلاب بخصوص أطروحة مماثلة.

## روابط خارجية
- الملائكة الأفضل لطبيعتنا البشرية على موقع الموسوعة البريطانية (الإنجليزية)